# 토마스 렘케
토마스 렘케는 독일의 사회학자이다.

## 같이 보기
- 생명정치
- 통치성
- 생체권력